# Serrat dels Boix de la Serra
El Serrat dels Boix de la Serra és una serra del terme municipal de Conca de Dalt, antigament del d'Hortoneda de la Conca, situada a la part de llevant de l'antic terme. És, de fet, un contrafort de ponent de la Serra de Boumort.
El punt d'inici, al nord-oest, és el collet a migdia de l'ermita de Sant Cristòfol de Montpedrós, on enllaça amb el Roc de Montpedrós, que queda al nord-oest. Des d'aquest lloc emprèn un arc còncau obert cap al nord, i té l'exterm nord-est al Bony dels Clots. El Camí de les Bordes de Segan discorre per la meitat oriental d'aquest serrat.